# Kasteel van Terreau
Het Kasteel van Terreau (Frans: Château du Terreau) is een kasteel in de Franse gemeente Verosvres. Het kasteel is een beschermd historisch monument sinds 1984.